# Le Sauveur aux boucles d'or
Pour les articles homonymes, voir Boucles d'or (homonymie).
Le Sauveur aux boucles d'or est une icône créée durant le premier quart du XIIIe siècle (vers 1200) suivant un modèle iconographique appelé Christ Chalkitès.

## Histoire
Les origines de l'icône et le nom de son auteur ne sont pas clairement connus. Certains auteurs la rattachent aux écoles de Novgorod, d'autres à l'école de Souzdal, ou de Rostov Veliki ou encore de Iaroslavl. Selon l'académicien Victor Lazarev, elle est proche du provincialisme byzantin mais gravite aussi autour des cercles iconographiques de Iaroslavl
Les motifs ornementaux et la riche palette des coloris bleus, verts, cinabres, ocres et or relèvent d'origines iaroslaviennes alors que les vêtements la rapprochent de l'école de Novgorod selon l'historienne d'art Véra Traimond.
L'icône se trouve aujourd'hui à la Cathédrale de la Dormition de Moscou. On ne sait pas exactement quand et pourquoi elle y arriva. Lazarev émet l'hypothèse qu'elle y aurait été amenée par Ivan le Terrible Dans les inventaires de la cathédrale elle n'est mentionnée qu'à partir du début du XVIIIe siècle. Avant cette période elle est mentionnée parmi les autres « icônes diverse ».

## Iconographie
L'icône s'est mal conservée : des parcelles de peinture sont perdues et le fond est râpé, de même le visage du Christ en certains endroits. Le levkas n'est plus celui d'origine et a été remplacé par endroits. Le Christ apparaît sans que les épaules, qui sont coupées du champ visuel du spectateur, soient fort visibles. Il n'a pas de nimbe. Derrière sa tête est représentée une croix verte qui lui vaut le qualificatif de chalkitès.
Ses vêtements et le fond de l'icône sont garnis de médaillons d'or garnis de sujets en relief. Les cheveux du Christ sont relevés par de l'assist d'icône qui lui donnent son surnom « aux Boucles d'or ». Les yeux du Christ présentent cette petite particularité de regarder à la fois vers le haut et vers le côté gauche. Le visage frappe par sa beauté et par la force spirituelle et psychologique qui en émane, exprimée par les narines pincées et la bouche petite et serrée. Mais l'expression générale est aussi de tristesse malgré l'or de l'arrière-plan et les cheveux dorés qui créent une impression d'illumination par la clarté divine émanant du Christ
Sur les polés de l’icône sont placées des inscriptions, dont certaines ne sont toutefois plus lisibles :
- sur le polé gauche — «[МИР] ВАМ» qui signifie « PAIX à VOUS » ; la suite est illisible: …"В"…"ИАН"…"ТВО"… ;
- sur le polé supérieur et le polé droit une citation de l'évangile selon Saint Jean, Chapitre VIII. verset 12 : «[АЗЪ ЕСМЬ СВЕТ МИРУ: ХОДЯЙ ПО МНЕ НЕ ИМАТЬ ХОД] ИТИ ВО ТМЕ Н [О И] МАТЕ [СВЕТ ЖИВОТНЫЙ]» qui signifie « Je suis la lumière du monde ; celui qui me suit ne marche point dans les ténèbres, mais il aura la lumière de la vie. »[7]
- Sur le polé inférieur, la citation ne peut pas être lue.